# Myxobolus purkynjei
Myxobolus purkynjei is een microscopische parasiet uit de familie Myxobolidae. Myxobolus purkynjei werd in 1994 beschreven door Lom & Dyková. 